# Неомрачённые
Неомрачённые – (IAST: anāsrava) класс дхарм, характеризующийся отсутствием страстей. В переводе В. И. Рудого: «без притока аффективности».
Согласно одной из классификаций в абхидхармистской философии все дхармы можно разделить на два класса: омрачённые и неомраченные.
Согласно Вайбхашикам в данный класс входят три дхармы.